# 松岡弘
松岡弘（1947年7月26日—）為日本的棒球選手，出生於岡山県倉敷市。他曾效力於日本職棒東京養樂多燕子等，守備位置為投手，1985年退休，生涯通算191勝。